# Microsoft SwiftKey
Microsoft SwiftKey es un teclado virtual para dispositivos Android y iOS, tales como teléfonos inteligentes y  tabletas. Microsoft SwiftKey utiliza una mezcla de tecnologías de inteligencia artificial que permiten predecir la siguiente palabra que el  usuario tiene la intención de escribir Microsoft SwiftKey  aprende de mensajes anteriormente escritos y realiza predicciones basadas en lo que ya se ha escrito y en lo que ha aprendido de mensajes anteriores.
La compañía detrás de SwiftKey fue fundada en 2008 por Jon Reynolds, Ben Medlock y Chris Hill-Scott.Inicialmente empleaba una plantilla de más de 160 personas. Su oficina central está en Southwark, Londres, y otras oficinas se encuentran en San Francisco, Estados Unidos y Seúl, Corea del Sur.
En septiembre de 2013, SwiftKey anunció haber obtenido un financiamiento por un total de 17,5 millones de dólares de inversionistas encabezados por Index Ventures junto con Octopus Investments y Accel Partners.
En febrero de 2016 se conoció que Microsoft completó exitosamente negociaciones para adquirir esta empresa por 250 millones de dólares. Se espera que la tecnología predictiva utilizada al escribir textos en los dispositivos móviles sea aplicada en otros contextos.

## Software
El motor de predicción usado le permite a Microsoft SwifKey aprender del uso y mejorar predicciones. Esta característica hace que la herramienta mejore con el uso y aprenda de mensajes de texto, Facebook, Gmail, Twitter y de RSS.
Lenguajes activos para SwiftKey actualmente:
- Afrikáans
- Albanés
- Alemán
- Árabe
- Aragonés
- Armenio
- Asturiano
- Azerbaiyano
- Bengalí
- Bosnio
- Búlgaro
- Catalán
- Checo
- Coreano
- Croata
- Danés
- Eslovaco
- Esloveno
- Español (ES)
- Español (AL)
- Español (EU)
- Estonio
- Euskera
- Finés
- Francés (CA)
- Francés (FR)
- Gallego
- Georgiano
- Griego
- Hebreo
- Hindi
- Hinglish
- Holandés
- Húngaro
- Indonesio
- Inglés (AU)
- Inglés (CA)
- Inglés (GB)
- Inglés (EU)
- Irlandés
- Islandés
- Italiano
- Japonés
- Javanés
- Kazajo
- Letón
- Lituano
- Macedonio
- Malayo
- Noruego
- Persa (Farsi)
- Polaco
- Portugués (BR)
- Portugués (PT)
- Rumano
- Ruso
- Serbio
- Sudanés
- Sueco
- Tagalo
- Tailandés
- Turco
- Ucraniano
- Urdu
- Vietnamita

## Versiones

### Beta
Al principio Microsoft SwiftKey fue lanzada como SwiftKey Keyboard en la tienda Google Play el 14 de julio de 2010 como una versión beta que soportaba 7 idiomas. SwiftKey incluía una variedad de opciones para ajustar el volumen del audio de retroalimentación y la longitud de la vibración. El 22 de septiembre de 2010 se lanzó la primera versión estable.
También el 15 de mayo de 2014 en la página oficial de SwiftKey fue anunciada una versión beta para suscriptores vip una versión para el japonés.

### SwiftKey X
El 14 de julio de 2011 SwiftKey X fue lanzada a la tienda Google Play como una mejora de SwiftKey. Junto con SwiftKey X fue lanzada una app dedicada para tabletas llamada SwiftKey Tablet X. Estas mejoras incluían:
- Un nuevo motor de inteligencia artificial que predice frases y aprende de cómo el usuario escribe.
- Un servicio en la nube que analiza como el usuario escribe en Gmail, Twitter, Facebook y mensajes de texto para predecir frases en el estilo del usuario.
- Una tecnología que continuamente monitorea la precisión en que el usuario escribe y designa una parte de la pantalla táctil a cada letra.
- Uso simultáneo de múltiples idiomas; esto permite escribir tres idiomas al mismo tiempo, con autocorrección dependiendo del idioma.
- Mayor espacio en teclas para mejor escritura con la versión SwiftKey Tablet X dado que en estos dispositivos se cuenta con mayor espacio en la pantalla táctil.
- Soporte para lenguajes adicionales.
- Nuevos temas.

### SwiftKey 3
La actualización SwiftKey 3 fue lanzada al mercado el 21 de junio de 2012 e incluía:
- Smart Space – Esto detectaba si había espacios innecesarios en el texto en tiempo real.
- Interfaz de usuario mejorada con una tecla de espacio más grande y una tecla de puntuación.
- Dos nuevos temas ('Cobalt' y 'Holo').
- Soporte para idiomas adicionales.

### SwiftKey 4
La actualización SwiftKey 4 fue lanzada al mercado el 20 de febrero de 2013 e incluía:
- SwiftKey Flow – Un método de entrada que muestra predicciones en tiempo real.
- Flow Through Space – Muestra frases completas deslizando la barra espaciadora.
- Motor de predicción mejorado.
- Soporte para lenguajes adicionales llevando un total de 60.
- SwiftKey 4.2 introdujo SwiftKey Cloud que con esto el usuario podía hacer respaldos y sincronizaciones con su forma de hablar, además que y también tomaba en cuenta frases en tendencia que son frases que causan interés en sitios como Twitter o en noticias.

### SwiftKey 5
La actualización SwiftKey 5 fue lanzada al mercado en junio de 2014 e incluía:
- Transición Freemium – La aplicación bajó su precio para que sea gratis de descargar.
- SwifKey Store – Tienda de temas gratis y de colores de pago para la aplicación.
- Emoji – 800 opciones para predecir íconos Emoji.
- Opción de añadir número de filas dependiendo de la necesidad del usuario.
- Nuevos idiomas añadidos incluyendo el bielorruso, mongol, tártaro, uzbeko y galés.

### SwiftKey para iOS
SwiftKey lanzó una aplicación iOS el 30 de enero de 2014 llamada SwiftKey Note. Esta aplicación añadía su tecnología como una barra arriba del teclado regular del iOS.
Después de que el sistema operativo iOS 8 fuera lanzado a mediados del 2014 y que éste ya permitía el reemplazo de teclado, SwiftKey anunció que se encuentra desarrollando una aplicación de reemplazo completo de teclado.

### SwiftKey para iPhone
El teclado SwiftKey para iPhone, iPad y iPod Touch salió en septiembre de 2014 para coincidir con el lanzamiento del sistema operativo Appple iOS'8. Este teclado se dio a conocer en TechCrunch Disrupt en San Francisco.
La aplicación incluye la predicción y el autocorrector similar al de la aplicación de Android; también incluye las herramientas de respaldo en SwiftKey Cloud, sincronización, personalización y opciones para colores de tema.
Esta aplicación alcanzó el sitio número uno en la parte de aplicaciones gratis de la tienda Apple (App Store). La compañía confirmó que había sido descargada la aplicación más de un millón de veces apenas el primer día que se subió.

### Futuro desarrollo
El 27 de febrero de 2012, el SDK de SwiftKey fue lanzado. Esto significa que desarrolladores de múltiples plataformas y lenguajes de programación puedan acceder al motor principal de SwiftKey y así crear su propia interfaz o teclado virtual.
En junio de 2012 SwiftKey lanzó una versión especial de teclado llamada SwiftKey Healthcare. Esta aplicación es un teclado para dispositivos Android, iOS, Windows Phone y Blackberry y que podía predecir palabras basadas en datos clínicos en el mundo real. En octubre del 2012, SwiftKey Healthcare ganó el premio Appsters a la mejor aplicación para empresa del 2012.

## Premios
Microsoft SwiftKey ha recibido muchos premios, incluyendo:
- El tercer lugar en el Sunday Times Hiscox Tech Track 100 2014.[16]
- El premio Meffy a la herramienta de la vida en el 2014.[17]
- El premio Meffy en la categoría de innovación móvil en 2013.[18]
- Elegida como Campeona Appsters y como mejor aplicación de consumidor en 2013.[19]
- Premio People´s Lovie de innovación móvil en 2013.[20]
- Elegida como la mejor y más efectiva aplicación para móviles por la revista Mobile Marketing en 2010.[21]
- Elegida por la comunidad en el Droidcon 2010.[22]
- Premio CTIA E-Tech en 2011.[23]
- Premio Jury en los Mobile Premiere Awards.[24]
- Premio a la aplicación más innovadora en los Global Movile Awards 2012 dado por el Mobile World Congress.[25]
- Premio Webby de la categoría voz del público por experimental e innovación  en 2012.[26]
- Premio Guardian Innovation por la mejor empresa de inicio en 2012.[27]